# ティラシン

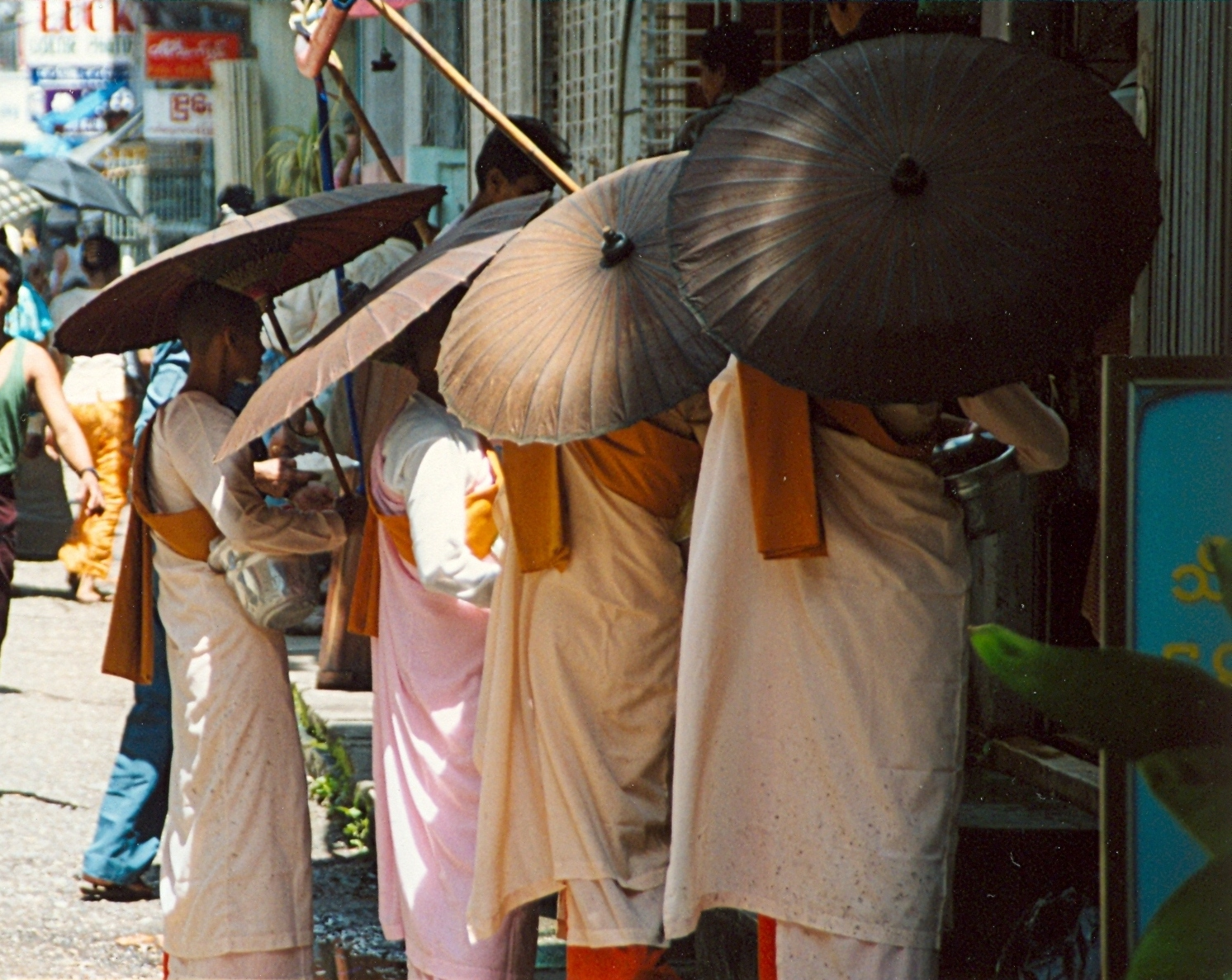
ヤンゴン（ミャンマー）で托鉢するティラシン

ティラシン、あるいはティーラシン（ビルマ語: သီလရှင်, thilashin）は、ミャンマー（ビルマ）を中心とした地域における剃髪した仏教の女性出家者を指す。ビルマ語で「戒を保つ者」を意味する。ティラ、ティーラ(သီလ, thila)はパーリ語のシーラ（sīla、戒）に由来する語である。
上座部仏教においては、正式な比丘尼になるための仕組は早いうちに滅んだとされ、女性の出家者は正式な比丘尼（尼）とは認められていないために、日本でも「女性修行者」・「女性出家者」などと訳されることがある。
男性比丘が「サヤドウ・ウ・ナーラダ」というように出家名の前に「サヤドウ(sayadaw)と「ウ(u)」という語を冠するのに対して、ティラシンは「サヤレー・ドウ・ニンマラー」というように出家名の前に「サヤレー(sayalay)」と「ドウ(daw)」という語を持つ。
通常僧侶は、227の戒律を守らなければならないとされているが、ティラシンには八戒しか義務付けられていない。また、僧侶が触れることを禁忌とする金銭を扱うことが許され、料理などの日常の雑事に携わるなど、男性僧侶の生活を補助する存在とされており、また僧侶の着る黄衣は着用できず、もっぱら薄赤（ピンク）の衣を身にまとうなど、男性僧侶とは区別された存在とされている。だが、ミャンマーではコンバウン王朝末期にマニプール王国から連行されたティラシン・ドウ・キン（Hkin）の活躍によって女性のための尼僧院の建立が許されるようになる。
インワ朝時代からその存在が確認され、当初はダディントン（thatin ton）と呼ばれていたが、男性の修行者を含む用法も存在した。「ティラシン」という用語が女性修行者に対して用いられるようになるのは、18世紀後半と考えられている。
ティラシンはミャンマー政府から出家者としての身分を保証されており、政府の教学試験で高位成績者を出すなど、その地位は他の上座部圏の尼僧と比較すれば高いと言える。